# یحیی شیدا
یحیی شیدا شاعر، ادیب، روزنامه‌نگار و نویسنده آذری و از یاران شهریار بود. در سال ۱۳۰۳ هجری خورشیدی در تبریز زاده شد؛ پدرش «حسن یوزباشی چرندابی» از مجاهدان انقلاب مشروطه و از محلهٔ چرنداب تبریز بود. شیدا بر اثر کهولت سن در شامگاه ۲۹ مهر ۱۳۹۰ هجری خورشیدی در منزل شخصی خودش در منطقهٔ طالقانی درگذشت.
وی تحصیلات خود را در دبیرستان فردوسی رشته ادبیات را به سرانجام رساند، به زبان‌های آلمانی، عربی، ترکی و پارسی آشنایی کامل و به الهیات، فلسفه و روانشناسی نیز تسلط داشت، فعالیت ادبی خود را از جوانی آغاز کرد، از سال ۱۳۲۷ همکاری خود را با نشریاتی چون ‏«وطن یولوندا»، «شفق»، «خاور نو»، «آزادمرد»، «چکاو»، «اخبار روز» آغاز کرد. فعالیت در «وطن یولوندا» به گفته خود استاد نقش مهمی در حرفه نویسندگی اش داشت
. تحصیلات خود را در سالهای ۱۳۵۱–۱۳۸۸ در تهران ادامه داد و در این مدت در جلسات مختلف ادبی شرکت داشت. استاد شیدا، مدتی در مدرسه طالبیه تبریز رشته علوم دینی را تحصیل کرد و عضو انجمن نویسندگان باکو بوده و دارای دکترای افتخاری ادبیات از این دانشگاه است.

## شعر ارس
از جمله مهم‌ترین اثر وی می‌توان به شعر ارس (آراز) که پس از اشغال مجدد اران سروده شده اشاره کرد.
بخشی از سروده وی بدین شکل است:
| قاضی اول، انصافه گل، حکم زمان وئر تازه دن    |  | غصب اولان تورپاقلاری وابستهٔ ایران ائله       |
| کؤکلمه هجران سازین، دل سوزونو آرتیرما چوخ    |  | وصلدن سال صحبتی گل چارهٔ هجران ائله           |
| قارداشی، قارداشا چاتدیر، جانی هجراندان قوتار |  | بو آغیر بیر خسته لیک دیر، خسته یه درمان ائله |
| نه «شمالی» نه «جنوبی»؟ آت بو چرکین سؤزلری    |  | مولک ایراندیر تماماً، دونیایا اعلان ائله      |
| فتحعلیشاه ائیله دی فاحش خیانت ایرانا         |  | سنده خدمت گوستریب، نقصانلاری جبران ائله      |
| تورکمن چای پیمانی بیر ننگ دیر تاریخ ده       |  | عرضه سیز شاهین ایشین دونیالره اعلان ائله     |
| کئچدی اون یئدی شهر روسیه نین چنگالینا        |  | بوجنایاتی گتیر یاده، بوگون عنوان ائله        |

ترجمه به زبان پارسی:
| قاضی باش، انصاف کن، دوباره حکم بده                   |  | سرزمین‌های غصب شده را وابستهٔ ایران نما                  |
| ساز هجران را کوک مکن، بر سوز دل میفزای               |  | از وصل سخن بگو، بیا و هجران را چاره کن                 |
| برادر را به برادر برسان و جان را از هجران برهان      |  | این ناخوشی سختی است، درمانش نما                        |
| چه شمالی؟ چه جنوبی؟ این سخنان چرکین را به دور بینداز |  | به جهانیان بگو همگی سرزمین ایران است                   |
| فتحعلی شاه، خیانت بزرگی به ایران کرد                 |  | تو خدمت بکن و نقصان‌ها را جبران نما                     |
| قرار داد ترکمن چای ننگی در تاریخ است                 |  | اقدام شاهین بی‌لیاقت را به دنیا اعلام نما               |
| هفده شهرزیر چنگال روسیه قرار گرفت                    |  | این جنایات‌ها را به یاد بیاور، و امروز آن‌ها را عنوان کن |

## واکنش یحیی شیدا به جعل دیوان تُرکی منسوب به نظامی گنجوی
نوشتارهای وابسته: کارزار نمایاندن نظامی به عنوان شاعر ملی آذربایجان
یحیی شیدا که در احیای آثار زبان ترکی آذربایجانی مسبوق به سابقه فراوانی است، چاپ و انتشار کتاب دیوان ترکی نظامی گنجه‌ای را دستاورد جعل «ائل اوغلو» و «محمدزاده صدیق» دانسته و اصل این دیوان را متعلق به یک شاعر تُرک زبان موسوم به نظامی قارامانلی از سخن سرایان سده هشتم و اوایل سده نهم هجری در آسیای کوچک دانسته‌است.

## آثار
وی بیش از ۲۲ هزار بیت شعر به زبان پارسی و ۱۸ هزار بیت شعر به زبان ترکی سروده‌است، از جمله آثار وی می‌توان به موارد زیر اشاره کرد.
- ادبیات اوجاغی (۳جلد)
- پسر خان (رمان)
- دیوان معجز شبستری
- در زوایای تاریخ نثر
- بدیهه‌گویی در ادبیات فارسی
- تلواسه‌ها
- ساری کوینک
- جنایات زن یا شاهکارهای طبیعت (در زوایای ادبیات)
- دریای متلاطم
- مذنب کیست؟
- فرآورده‌ها
- اودلی سؤزلر
- اودلار وطنی
- بی ریانین اورهک سوزلری
- میرزا علی معجزین 'یاپیلمامیش' شعر لری
- شعر مجموعه‌سی
- احساسلی غزللر
- قورخولو سفر
- گلینلر بزه‌ای
- اون‌لارجا
- اون جزوه